# 神野 (八千代市)
神野（かの）は、千葉県八千代市の大字。郵便番号276-0016。

## 地理
北は堀の内、南東は保品、南西は米本、西は佐山に隣接している。

### 地価
住宅地の地価は、2014年（平成26年）1月1日の公示地価によれば、神野字宮下745番1の地点で16,800円/m2となっている。

## 世帯数と人口
2017年（平成29年）10月31日現在の世帯数と人口は以下の通りである。
| 大字 | 世帯数  | 人口  |
| ---- | ------- | ----- |
| 神野 | 179世帯 | 484人 |

## 小・中学校の学区
市立小・中学校に通う場合、学区は以下の通りとなる。
| 地域 | 小学校               | 中学校               |
| ---- | -------------------- | -------------------- |
| 全域 | 八千代市立阿蘇小学校 | 八千代市立阿蘇中学校 |

## 施設
- 神野公会堂
- 玉蔵院
- 熊野神社
- 麻賀多神社
- 子之神神社

## 交通

### 道路
- 主要地方道
  - 千葉県道4号千葉竜ヶ崎線